# هویشلینگن
هویشلینگن (به آلمانی: Heuchlingen) یک شهر در آلمان است که در استالبکرایس واقع شده‌است. هویشلینگن ۱٬۸۵۶ نفر جمعیت دارد.